# Fulhami háborús emlékmű
A fulhami háborús emlékmű (Fulham War Memorial) a névadó londoni kerület első és második világháborús áldozataira emlékezik. Alfred Turner alkotása.

## Története
Az emlékművet 1920. július 10-én leplezték le. Az emlékmű eredetileg csak Fulham első világháborús áldozatai előtt tisztelgett, de a második világháború befejeződése óta annak halottairól is megemlékezik. A lábazaton egy portlandi kőből készített oszlop áll, amelyen babérkoszorút és a békét szimbolizáló fáklyát tartó bronz nőalak áll, amely a dicsőség a halálnak gondolat megtestesítője. A talpazaton egy kerub térdel, mellette kereszt.
Az oszlop első oldalán ez olvashatóː Fulham hős halottjainak tiszteletére, a békéért haltak meg. Az emlékmű eredetileg a Fulham Palace Road-on állt, csak 1934-ben helyezték át mai helyére, a Vicarage Gardensbe.